# Bøur
Bøur (dánul: Bø) település Feröer Vágar nevű szigetén. Közigazgatásilag Sørvágur községhez tartozik.

## Földrajz
Bøur a sziget nyugati részén, a Sørvágsfjørður északi partján  fekszik. A településről gyönyörű kilátás nyílik a tengerre és a sziklás Tindhólmur szigetre. Régi faházaival és  1865-ből származó templomával Feröer egyik legszebb településének számít.

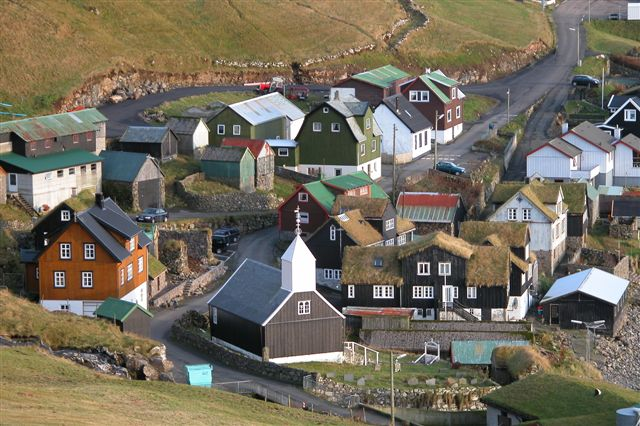
Bøur madártávlatból

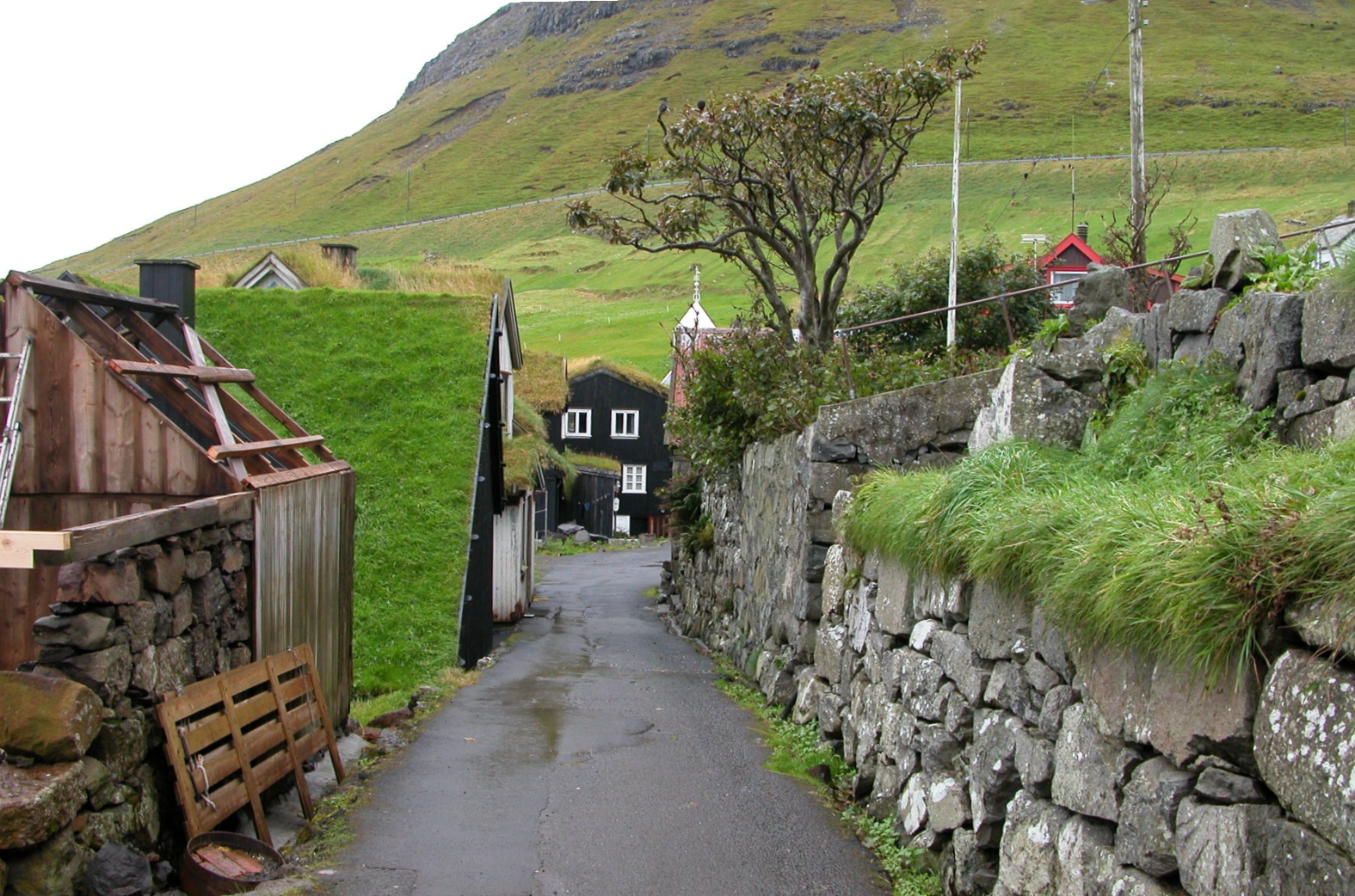
Falusi idill

## Történelem
Bøur ősi település: a viking honfoglalás idejéből származik. Először az 1350 körül keletkezett Kutyalevél említi. Egy 1710-ből származó dokumentum szerint ekkor már temploma is volt, de nem tudni, mikor épült az első.
2005. január 1-je óta Sørvágur község része, előtte önálló volt Bøur község (Bíggjar kommuna) néven, és hozzá tartozott Gásadalur is.

## Népesség
| Év              | Lakosság |
| --------------- | -------- |
| 1986. január 1. | 63       |
| 1991. január 1. | 61       |
| 1996. január 1. | 58       |
| 2001. január 1. | 55       |
| 2006. január 1. | 71       |

## Gazdaság
A település lakóinak fő megélhetési forrása ma is a mezőgazdaság.

## Közlekedés
A település Vágar főútvonala mentén fekszik, amely nyugat felé Gásadalurig tart, kelet felé pedig a Vágatunnilinen keresztül a szigetcsoport többi szigete felé biztosít kapcsolatot. A közösségi közlekedést az innen induló és Tórshavnba közlekedő 300-as busz biztosítja.